# 八女・筑後広域圏
八女・筑後広域圏（やめ・ちくごこういきけん）は、福岡県によって設定された10の広域圏のうちの1つである。
福岡県の南東端に位置し、八女市・筑後市及び八女郡広川町の2市1町からなる。